# Завод хімії фтору в Онтоні
Завод хімії фтору в Онтоні (Ontón) — виробничий майданчик на півночі Іспанії, за півтора десятка кілометрів на північний захід від Більбао.
Завод запустила в 1971 році компанія Derivados del Flúor (DDF). Вона належить до групи MINERSA (Minerales y Productos Derivados, SA), що є постачальником головної сировини — флюориту. Іншою важливою сировиною є сульфатна кислота, якою провадять розкладання флюориту.
До асортименту продукції майданчику входять:
- флуоридна (плавикова) кислота, фториди (алюмінію, магнію, натрію, калію, нікелю), біфториди (амонію, калію, натрію), поліфторид амонію;
- кремнефториста кислота, фторсилікати (магнію, калію, натрію);
- фтортитанова та фторцирконова кислоти, фтортитанат та фторцирконат калію;
- кріоліт (гексафторалюмінат натрію), фторалюмінат калію.
Також продукують ангідрит (гіпс), що є побічним продуктом тієї ж реакції між флюоритом та сульфатною кислотою, в якій отримують флуоридну кислоту.
У 21 столітті іспанські флюоритові копальні MINERSA, що колись стали основою проєкту заводу в Онтоні, все так же є його основними постачальниками. Так, в 2009, 2010 та 2011 роках їхній видобуток становив 112, 127 та 109 тисяч тонн флюориту «acid grade» (якості, достатньої для виробництва кислоти) відповідно, з яких лише 25, 24 та 9 тисяч тонн були експортовані до Канади, тоді як інші обсяги спрямували на внутрішньогрупове споживання (крім того, в 2011-му до Іспанії ввезли 8 тисяч тонн флуориту з копалень MINERSA у Південній Африці, потужність яких майже удвічі перевищує потужність іспанських).